# سیم‌لایف
سیم‌لایف (به انگلیسی: SimLife) یک بازی رایانه‌ای منتشر شده توسط شرکت ماکسیس سافتویر است. این بازی در تاریخ ۱۹۹۲ عرضه شده و سازنده آن ماکسیس سافتویر و طراح آن ویل رایت است.